# Rollei XF 35
La Rollei XF35 és una càmera compacta amb visor per telèmetre i exposició automàtica que utilitza pel·lícula de 35mm. Aquesta, va ser llançada el mercat per Rollei el 1974 i es va produir fins al 1980.

## Característiques
La Rollei XF35 es fabricava a Singapur, però en canvi l'objectiu es fabricava a Alemanya. L'òptica que incorpora és un Sonnar 40mm f/2.3, una focal molt usada per fotografia de carrer. Amb la càmera es pot enfocar des d'un metre fins a infinit amb una rosca incorporada a l'òptica. A la part interior de l'objectiu hi ha una rosca, la qual fent-la girar es pot seleccionar la sensibilitat ASA de la pel·lícula.
A la base de l'objectiu hi ha una palanca per seleccionar el mode d'exposició, que pot ser automàtic, bulb i el mode de flaix. Al costat hi ha la palanca que fa de temporitzador, el qual retarda el dispar de la fotografia fins a 10 segons. A la part superior incorpora el disparador, el rebobinador de la pel·lícula, un sòcol per a flaix, la palanca d'avançament i el comptador de fotografies. A la part de sota s'hi troba una rosca universal per a trípode.

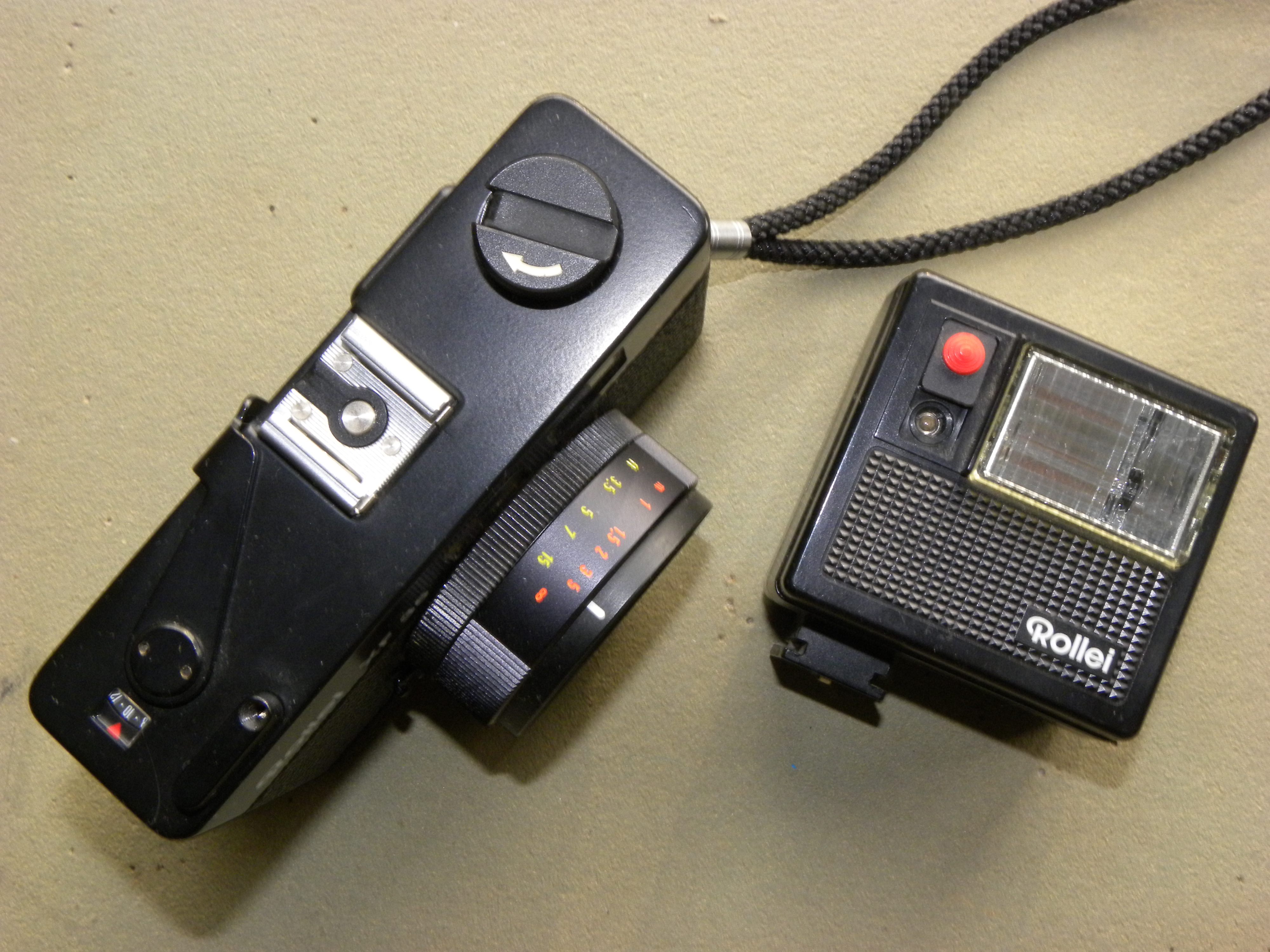
Part superior de la Rollei XF35 amb un flaix

L'obertura de l'objectiu pot variar d'un diafragma f/2.3 a f/16, mentre que el temps d'exposició de forma automàtica pot estendre's d'1/650 fins a 1/30 segons. La sensibilitat de la pel·lícula que es pot utilitzar amb aquesta càmera pot anar de 25 fins a 400 ASA. Mirant a través del visor telemètric es pot veure una agulla indicant tant el diafragma com el temps d'exposició que farà servir la càmera abans de disparar.

## Accessoris
A la Rollei XF35 se li poden acoblar flaixos de pin central i també el flaix que es venia amb la mateixa càmera, el 100XL. Des de la càmera, es pot seleccionar una de les tres potències pel flaix i amb una taula incorporada al mateix, indica en metres i amb el diafragma el camp que il·luminarà el flaix.